# Yuri (género)

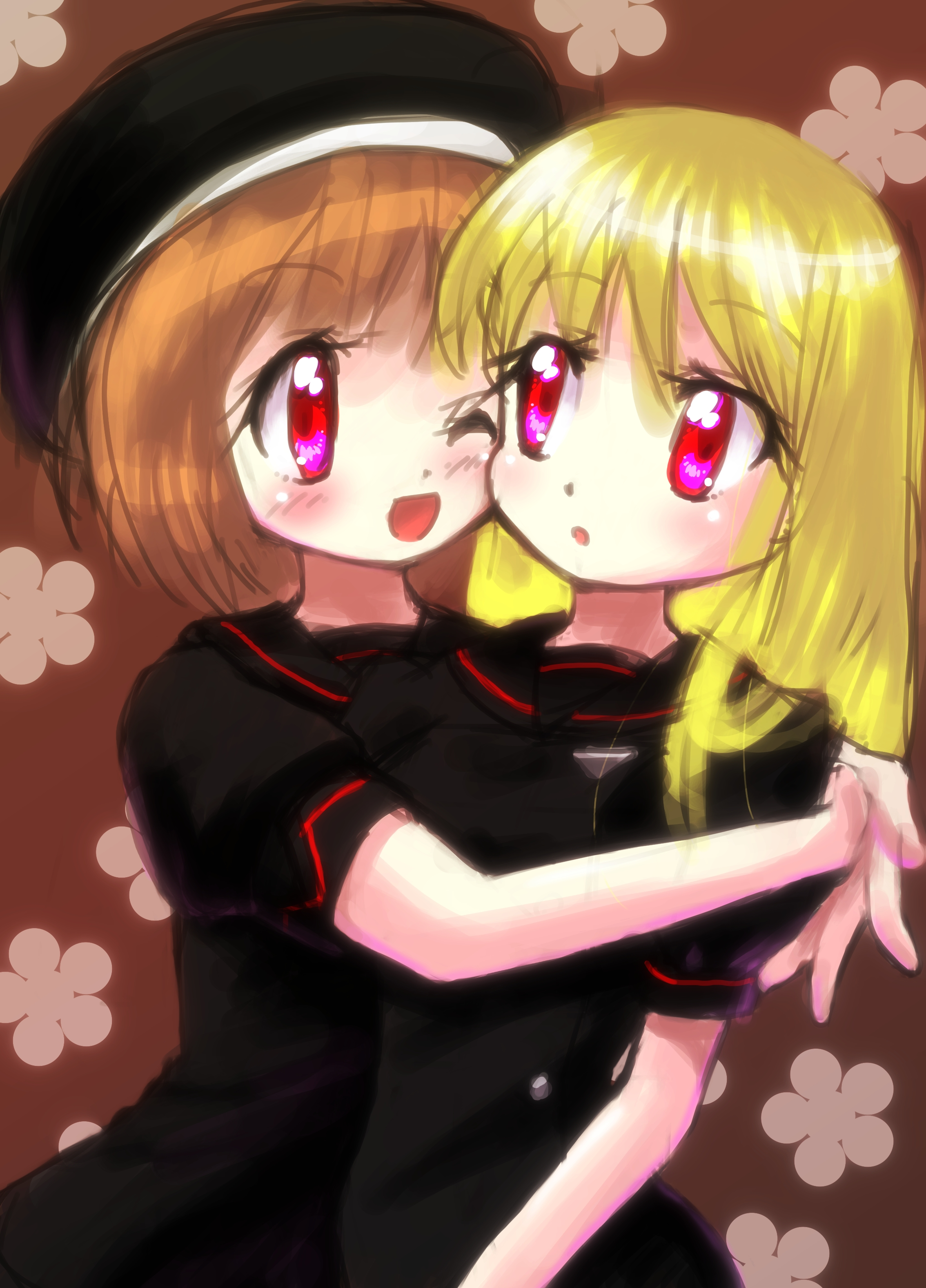
Ejemplo de ilustración yuri que muestra a dos jóvenes abrazándose.

Yuri (百合  lit. «lirio»?), también conocido como Girls' Love (ガールズラブ Gāruzu rabu?), es un término japonés utilizado para clasificar relaciones románticas entre dos individuos de sexo o género femenino, ya sea en anime, manga o cualquier otro medio de comunicación. El yuri se centra en la orientación sexual o en los aspectos románticos y emocionales de la relación, o en muchos casos ambos; los últimos de los cuales son a veces llamados como shōjo-ai por los fanáticos occidentales. A las mujeres fanáticas del yuri se les llama: himejoshi (姫女子  lit. «chica princesa»), y a los chicos fans del yuri: himedanshi (姫男子 lit. «chico princesa»). 

## Historia
El género tiene sus raíces en la ficción lésbica japonesa de comienzos del siglo XX, tales como Yaneura no Nishojo de la autora Nobuko Yoshiya. Sin embargo, no fue hasta la década de 1970 que obras con temáticas lésbicas comenzaron a aparecer en mangas, por mano de artistas como Ryoko Yamagishi y Riyoko Ikeda. La década de 1990 trajo consigo nuevas tendencias de manga y anime, así como en las producciones de dōjinshis, junto con una aceptación mucho más abierta para este tipo de contenido. Lo mismo sucedería con su análogo, el yaoi. En 2003, fue lanzada la primera revista de manga dedicada enteramente al yuri, Yuri Shimai, la cual fue seguida por Comic Yuri Hime luego del cierre de la primera en 2004.
En 1976, Ito Bongaku, el editor de la revista homosexual Barazoku usó el término «Yurizoku» (tribu del lirio) para referirse forma que usaba él, el apelativo de «barazoku» (la tribu rosa) para los gais. Desde entonces, los términos japoneses «bara» (rosa) y «yuri» (lirio) se usan de forma generalizada para denominar a los homosexuales masculinos y femeninos, respectivamente.

## Publicaciones

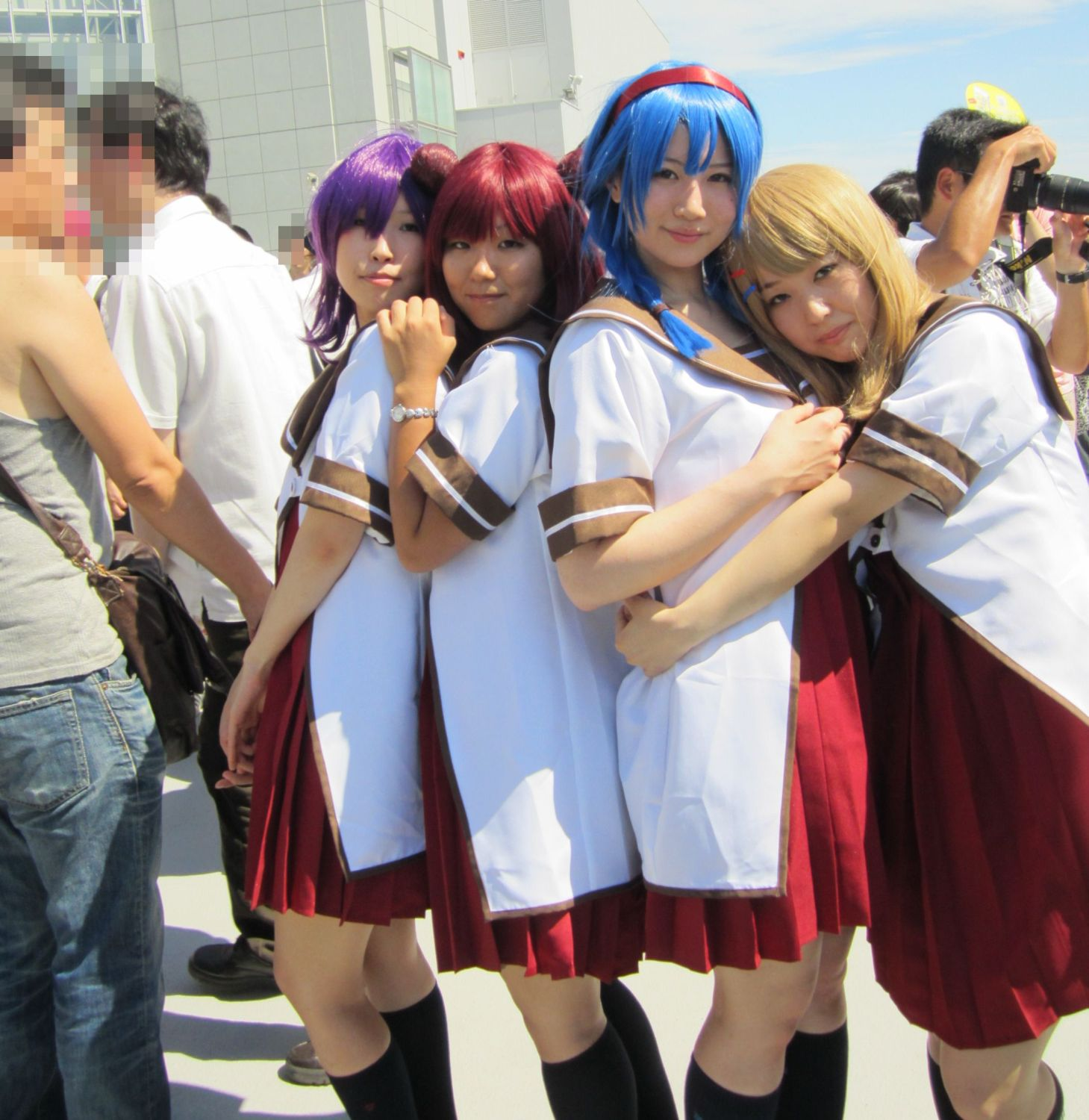
Cosplay de YuruYuri, Comic Market 82.

Sun Magazine publicó la revista antológica de manga yuri Yuri Shimai entre junio de 2003 y noviembre de 2004 editada cuatrimestralmente, finalizando su ciclo con sólo cinco números. luego de que la revista fuera descontinuada, Comic Yuri Hime fue lanzada por Ichijinsha en julio de 2005 como la resurrección de la anterior revista, conteniendo manga de muchos de los autores que publicaban su trabajo en Yuri Shimai. Como su predecesora, Comic Yuri Hime también es publicada cuatrimestral mente. Una revista derivada de Comic Yuri Hime llamada Comic Yuri Hime S fue lanzada con la misma frecuencia de publicación por Ichijinsha en junio de 2007. A diferencia de Yuri Shimai y Comic Yuri Hime, Comic Yuri Hime S apunta a una audiencia masculina. Ichijinsha comenzará a publicar novelas ligeras adaptadas de Comic Yuri Hime y novelas yuri originales bajo su línea de novelas ligeras shōjo Ichijinsha Bunko Iris, programadas para salir en julio 19 de 2008. Algunas revistas japonesas sobre el estilo de vida lésbico tienen sección de manga yuri, incluyendo las difuntas Anise (1996-97, 2001-03) y Phryné (1995). Carmilla, una publicación lésbica erótica, lanzó una antología de mangas yuri llamada Girl's Only. Adicionalmente, Mist (1996-99), una revista manga orientada a mujeres adultas, contenía manga yuri sexualmente explícito como parte de su sección dedicada a temas de interés lésbico.
La primera compañía en lanzar manga con temática lésbica en Estados Unidos fue la publicadora de Yuricon ALC Publishing. Sus trabajos incluyen Rica 'tte Kanji!? de Rica Takashima, el cual en 2006 fue material de estudio para el curso de antropología 166B dictado por el profesor Professor Kerridwen Luis en la universidad de Brandeis, y su antología anual de manga yuri, Yuri Monogatari; ambos lanzados por primera vez en el 2003. El último contiene historias de autores estadounidenses, Europeos y Japoneses, incluyendo a Akiko Morishima, Althea Keaton, Kristina Kolhi, Tomomi Nakasora y Eriko Tadeno. Estos trabajos van desde historias fantásticas hasta relatos más realistas que lidian con temas como salir del clóset y orientación sexual. Además de ALC Publishing, Seven Seas Entertainment con base en Los Ángeles también ha incursionado en el género, con la versión en inglés de conocidos títulos como el manga de Kashimashi: Girl Meets Girl y las novelas ligeras de Strawberry Panic!. El 24 de octudre de 2006, Seven Seas anuncio la salida de su línea especializada en manga yuri, la cual incluye trabajos como el manga de Strawberry Panic!, The Last Uniform, y las compilaciones de Comic Yuri Hime tales como Voiceful y First Love Sisters.

## Subgéneros pertenecientes al género Yuri
Actualmente, el género Yuri permanece en constante evolución. Puesto que ahora busca expandir sus fronteras buscando nuevos marcos, personajes y entornos dónde manifestar sus historias de romances lésbicos teniendo en cuenta los siguientes factores: edad, rango, oficio, rol social, raza, especie, etc, creando así subgéneros derivados de este género o hasta incluso mezclándolos para crear historias fascinantes y llamativas para su público, tomemos como ejemplo:
- Yuri entre ama y sierva (主従百合/Shujū Yuri): Es un subgénero de Yuri que posiblemente derive de la tradicional relación yuri senpai-kōhai. Consiste en un romance lésbico entre una mujer de alto rango (ejemplo: ama, princesa, reina, diosa o mujer gerente) y su servidora de rango inferior (ejemplo: mucama, mujer guerrera, sacerdotisa, o secretaria).[22] Un ejemplo destacado de este segmento es Hikikomari Kyūketsu Hime no Monmon de Kotei Kobayashi y Genkai OL-san wa Akuyaku Reijō-sama ni Tsukaetai de Nekotaro.
- Yuri entre edades (年の差百合/Toshi no sa Yuri): Llamado también en inglés Age-gap Yuri, este es un subgénero que su nombre lo indica, es un romance o relación lésbica entre dos personas con una enorme brecha entre edades[21] El ejemplo más destacable es el Onee-loli o Loli-onee: Este es un subgénero del Yuri que como su nombre lo indica, consiste en un romance o relación lésbica entre una fémina jóven: Onee-san: (お姉さん, llamada también Onee-sama: お姉さま u Onee-chan: お姉ちゃん) y una niña prepúber o púber con un rango de edad se halla entre los 5-9 o 15 años: Loli (ロリ, también llamada 幼女: Youjo: niña jóven, o ロリっ子: niña loli).[23] Sus obras más destacadas del Onee-loli son Uchi no Maid ga Uzasugiru! de Kanko Nakamura, Watashi ni Tenshi ga Maiorita! de Nanatsu Mukunoki y Happy Sugar Life de Tomiyaki Kagisora.
- Yuri entre especies y yuri kemonomimi (獣耳/orejas de animal o bestia): Este subgénero se enfoca en una relación o romance lésbico entre una fémina humana y otra con partes distintivas de animales (entre los más comunes. cola, orejas o cuernos) o bien puede ser un animal o ser mitológico antropomorfo (dragón, gato, pony, etc). Unas obras destacables de este subgénero son Manaria Friends de CygamesPictures y Kobayashi-san Chi no Maid Dragon de Cool Kyoushinja.[21]